# Arcandor
Arcandor AG (do 30 czerwca 2007 KarstadtQuelle AG) – największe europejskie przedsiębiorstwo handlowe, oferujące klientom szeroki wybór towarów i usług, m.in. poprzez sprzedaż wysyłkową (np. Quelle AG, Neckermann AG) i zakupy przez internet, w domach towarowych, oraz usługach w branży turystycznej. Siedzibą koncernu jest Essen (Niemcy). Spółka akcyjna notowana była na giełdzie frankfurckiej.
9 czerwca 2009 koncern Arcandor oficjalnie ogłosił rozpoczęcie postępowania upadłościowego.
Spółka powstała w roku 1999, w wyniku połączenia Karstadt Warenhaus AG i Quelle Schickedanz AG & Co.
W 2005 r. przedsiębiorstwo zatrudniało około 68 000 pracowników, którego sprzedaż notowana była na poziomie 15,5 miliarda Euro.
Największym i najbardziej rozpoznawanym sklepem przedsiębiorstwa był Kaufhaus des Westens (KaDeWe) w Berlinie, natomiast największym sklepem we Frankfurcie nad Menem jest Karstadt.
W dniu 11 maja 2009 spółka zwróciła się o pomoc finansową do rządu federalnego z powodu poważnych problemów z płynnością finansową. W dniu 9 czerwca 2009 spółka złożyła wniosek o upadłość.